# Михаилидис, Василис
Васи́лис Михаили́дис (греч. Βασίλης Μιχαηλίδης, 1849 год, Лефконико, Османский Кипр — 18 декабря 1917, Никосия, Британский Кипр) — кипрский художник и поэт, писал на греческом языке и на кипрском диалекте греческого языка.

## Биография
Родился на Кипре, в деревне Лефконико, недалеко от Фамагусты между 1849 и 1853 годами. В 1862 году он перебирается в Никосию. В 1873 году опубликованы его первые поэмы «Ростовщик» (Η Τοκογλυφία) и «Соловьи и Совы» (Αηδόνια και Κουκουβάγιες). В 1875 году он приезжает в Неаполь для изучения итальянской живописи. В 1877 году становится добровольцем в греческой армии и принимает участие в освобождении Фессалии. С уходом Османской империи из Кипра в 1878 году возвращается в Лимасол. Здесь он пишет поэму «Алития» (Αλήθεια). Его первый поэтический сборник «Больная лира» (Η Ασθενής Λύρα) опубликован в 1882 году.

## Сочинения
- 1883 — «Сказка» (Η Ανεράδα)
- 1883 — «9 июля 1821 года» (Η 9η Ιουλίου 1821)
- 1884 — «Кларион» (Σάλπιγγα)
- 1888 — «Дьявол» (Διάβολος)
- 1911 — «Стихи» (Ποιήματα)
- 1915 — «Мечта грека» (Το όρομαν του Ρωμιού)